# Страшеве
Страшеве — селище в Україні, у Клесівській селищній громаді Сарненського району Рівненської області. Відповідно до Розпорядження Кабінету Міністрів України від 12 червня 2020 року № 722-р «Про визначення адміністративних центрів та затвердження територій територіальних громад Рівненської області» увійшло до складу Клесівської селищної громади.
Населення становить 33 осіб.

## Населення
Згідно з переписом УРСР 1989 року чисельність наявного населення селища становила 205 осіб, з яких 143 чоловіки та 62 жінки.
За переписом населення 2001 року в селищі мешкали 33 особи. 100 % населення вказали своєї рідною мовою українську мову.